# جان کر
جان کر (انگلیسی: John Kerr؛ زاده ۱۷ دسامبر ۱۸۲۴ درگذشته ۱۵ اوت ۱۹۰۷) یک دانشمند اهل بریتانیا بود.